# Robert George Curtis
Robert George Curtis (* 6. Januar 1889 in Greenwich; † 29. August 1936 in London) war ein englischer Sekretär, Schriftsteller und der Privatsekretär des englischen Kriminalschriftstellers Edgar Wallace. 

## Leben
Curtis und Wallace begegneten sich bereits 1913 zum ersten Mal, bevor sie sich mit dem Ausbruch des Ersten Weltkriegs aus den Augen verloren, da Curtis seinen Militärdienst ableisten musste. 1916 wurde er wegen einer Malariaerkrankung aus dem Dienst entlassen. Ab 1918 wurde er von Wallace als Sekretär eingestellt und hatte die Aufgabe, die von Wallace auf ein Diktiergerät gesprochenen Texte zu Papier zu bringen. Diese Aufgabe erledigte er in einer solchen Schnelligkeit, dass er als der schnellste Sekretär Englands galt. Er begleitete Wallace auf seinen meisten Reisen und wich ihm nur selten von der Seite. Nach Wallace Tod vollendete er einige unfertig hinterlassene Manuskripte und arbeitete mehrere Theaterstücke und Filmmanuskripte zu Romanen im Stil von Edgar Wallace um.

## Theaterstücke und Filmmanuskripte
umgearbeitet zu Romanen
- The Green Pack. 1933.
- The Man Who Changed His Name. 1934.
- The Mouthpiece. 1935.
- Smoky Cell. 1935.
- Sanctuary Island. 1936.
- The Table. 1936.

## Eigene Werke
- Edgar Wallace Each Way. 1932.
  - Edgar Wallace Each Way - Jeder Weg. 2010, dtsch. Übersetzung von Wilfried Schotten